# Vena contracta

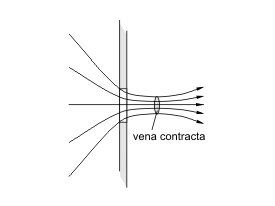
Vena contracta.

Vena contracta, är den minsta tvärsnittsarean som en 'jet-stråle' av fluid uppvisar vid strömning genom en skarpkantad öppning eller s.k. strypöppning. Evangelista Torricelli (1608-1647).